# Kyoko Tomita
No debe confundirse con la Seiyū Kyoko Tomita, Kyoko Tomita (seiyū).
Kyoko Tomita (富田京子, Tomita Kyoko; Fujisawa, Prefectura de Kanagawa, Japón, 2 de junio de 1965) es una cantante, letrista, compositora, locutora de radio y baterista japonesa. Formó parte de la banda Princess Princess.

## Biografía
En el año 1983 Tomita resulta elegida, tras una elección de más de 1300 aspirantes en un concurso de TV, realizado por la empresa tdk Records. Debutando así junto a sus compañeras, formaron el grupo "Akasaka Komachi". Que años más tarde cambiaría su nombre artístico a Princess Princess. El mismo se disolvió en mayo de 1996.

### Después de PRINCESS PRINCESS
Un año más tarde Kyoko se unió a la banda "W-Vision" como miembro de soporte, a lado de músicos como Hiroki Ito y Yukiko Ishii. Sin embargo el grupo se separó en 1999. 
Ese mismo año formó una banda de punk nuevamente junto a Hiroki Ito, que llevó por nombre: "BugHouse", pese a esto el dúo no logró trascender. 
En 2008 se reunió junto a su excompañera Atsuko Watanabe, y figuras como Miyu Nagase, (vocalista de la banda ZONE) y la cantante Mai Kinuko. Se presentaron en un festival musical bajo el nombre de: "Zonpuri".

## Actualidad
En el año 2012, realizó su primer reencuentro junto a Princess Princess, para recaudar fondos destinados al Terremoto y tsunami de Japón de 2011. En marzo de 2016, realizó un segundo reencuentro con la banda.
En la actualidad se desempeña como profesora de percusión, en la Escuela de música de Tokio. Y como locutora de radio en "Radio Shonan".

## Vida personal
Tomita contrajo nupcias en los años posteriores, es madre de 2 chicos.